# Фалешти
Фале́шти (рум. Făleşti), інколи Феле́шть — місто в Молдові, центр Фалештського району.
Залізнична станція.

## Назва
Припускається, що назва села походить від слова «fală», що румунською означає «слава, хвала». Таким чином, українська назва міста — Хвалешти, Хвалешть.

## Історія
У часи МРСР у Фалештах працювала харчова (цукрова, виноробна, тютюново-ферментаційна) промисловість; машинобудівний завод та ін. В 1989 році населення міста становило 14,8 тис. жителів. Тепер цукровий завод поряд з такими заводами в інших містах півночі Молдови куплений німецькою компанією «Suzuker». У 2003 році в місті запущена швейна фабрика. На фабриці в основному виробляється одяг для робітників, що відправляється в Італію.

## Населення

### Національність
Розподіл населення за національністю за даними перепису 2004 року:
| Національність   | Відсоток |
| ---------------- | -------- |
| молдовани/румуни | 74,09%   |
| українці         | 16,33%   |
| росіяни          | 8,54%    |
| цигани           | 0,35%    |
| болгари          | 0,11%    |
| інші             | 0,58%    |

### Мова
Розподіл населення за рідною мовою за даними перепису 2004 року:
| Мова       | Відсоток |
| ---------- | -------- |
| румунська  | 72,62%   |
| російська  | 16,13%   |
| українська | 10,68%   |
| гагаузька  | 0,07%    |
| болгарська | 0,01%    |
| інші       | 0,49%    |

## Герб
Герб, прийнятий в 1936 році, виглядає в такий спосіб: «У срібному полі на зелених хвилях чорна качка, а по краях два чорних стебла. Щит увінчаний срібною міською короною з 3 вежами».

## Уродженці Фалешт
- Дубіновський Лазар Ісаакович (1910—1982, Кишинів), молдовський скульптор, член-кореспондент Академії мистецтв СРСР.
- Єриняк Юрій Григорович (* 1967) — український громадський діяч, підприємець, меценат, кримінальний авторитет.
- Андрій Кіфіяк — музикант, учасник груп Мегаполіс і Серьга.